# Мъртъл Пойнт (град, Орегон)
Мъртъл Пойнт (на английски: Myrtle Point) е град в окръг Кус, щата Орегон, САЩ. Мъртъл Пойнт е с население от 2451 жители (2000) и обща площ от 4,1 km². Намира се на 27,4 m надморска височина. ЗИП кодът му е 97458, а телефонният му код е 541.